# 石川佐久太郎
石川 佐久太郎（いしかわ さくたろう、1888年7月30日 - 1954年）は、日本の国文学者・歌人。

## 経歴
静岡県出身。静岡県立静岡中学校、第六高等学校 (旧制)を経て、1914年（大正3年）、東京帝国大学文科大学国文学科を卒業。東京女子高等師範学校教授、日本女子大学教授を歴任した。国文学者。歌人。号して横村。

## 著書

### 校註日本文学大系 （國民圖書）石川佐久太郎校註分
- 第2巻 竹取物語・浜松中納言物語
- 第3巻 蜻蛉日記
- 第4巻 宇津保物語
- 第11巻 栄華物語
- 第12巻 水鏡・大鏡・今鏡・増鏡

### 単著
- 『平家物語講義』日本文学社 1935年（昭和10年）

### 編著
- 『土佐日記 : 完』 紀貫之 著 右文書院 1927年9月（昭和2年）
- 『更級日記 : 完』 菅原孝標女 著 右文書院 1927年9月
- 『東關紀行 : 全』 右文書院 1927年4月
- 『十六夜日記 : 完』 阿仏尼 著 右文書院 1927年
- 『方丈記』 鴨長明 著 右文書院 1927年
- 『竹取物語 : 完』 右文書院 1927年
- 『国歌体系：校注 第5巻』 国民図書 1927年（昭和2年）

### 共著
- 『増鏡通解』 （和田英松と共著） 明治書院 1938年（昭和13年）
  - 和田英松 共著『増鏡通解』明治書院、1928年。
  - 和田英松 共著『増鏡通解』（改修版）明治書院、1953年。
- 『國文學講座』 斎藤清衛・岩城準太郎・宮田和一郎・島田退蔵と共著